# Andrej Raspet
Andrej Raspet (tudi Razspet in Respet), slovenski rimskokatoliški duhovnik, * 4. oktober 1821, Labinje, † 6. marec 1891, Gorica.
Mašniško posvečenje je prejel 21. septembra 1846 v Gorici. Kasneje je nadaljeval študij na dunajskem Avgustineju in ga končal z doktoratom. Leta 1875 je postal profesor pastorale v goriškem bogoslovju, že od 1856 pa je bil katehet v goriški gimnaziji, pred tem pa kaplan v Kanalu in Gornjim Poljem nad Anhovim, tu je v šoli tudi poučeval slovenski jezik. Leta 1880 je vstopil v frančiškanski red in poslej nosil redovno ime Teofil. Bil je tudi ravnatelj goriškega malega semenišča.